# 喀瓦克乡
喀瓦克乡，是中华人民共和国新疆维吾尔自治区和田地區墨玉县下辖的一个乡镇级行政单位。

## 行政区划
喀瓦克乡下辖以下地区：
阿其克村、阿亚克阿吉艾格勒村、巴什阿吉艾格勒村、巴什喀瓦克村、比尔艾格孜村、博斯坦村、博斯坦托格拉克村、墩库勒村、吉盖村、喀瓦克村、阔滚鲁克阿日希村、兰帕村、玛亚克墩村、乃再尔巴格村、其纳尔巴格村、其纳尔村、恰勒库都克村、夏勒艾格勒村、吐孜鲁克奥塔克村、夏合塔什拉木村、夏合勒克村、亚勒古孜托格拉克村和英吉盖村。